# Pelexia adnata
Pelexia adnata es una especie de orquídea de hábito terrestre originaria de América.

## Descripción
Es una especie de orquídea de un tamaño grande o medio que prefiere el clima cálido. Tiene hábitos terrestres y  produce unas pocas hojas estrechamente ovadas,  elíptico-oblongas, agudas, y con 5 nervaduras, basalmente redondeadas y  pecioladas. Florece en la primavera en una robusta inflorescencia, glabra de 100 cm de largo, con muchas flores.

## Distribución y hábitat
Se encuentra  en Florida, México, Guatemala, Belice, Bahamas, Cuba, República Dominicana, Haití, Puerto Rico, Islas de Barlovento, Jamaica, Islas Caimán, Venezuela y Colombia en los bosques profundos en la sombra a una altura  de 400 a 700 metros.

## Sinonimia
- Satyrium adnatum Sw., Prodr. Veg. Ind. Occ.: 118 (1788).
- Neottia adnata (Sw.) Sw., Fl. Ind. Occid. 3: 1409 (1806).
- Collea adnata (Sw.) Lindl., Bot. Reg. 9: t. 760 (1823).
- Spiranthes adnata (Sw.) León, Contr. Ocas. Mus. Hist. Nat. Colegio De Le Salle 8: 358 (1946).
- Pelexia spiranthoides Lindl., Bot. Reg. 12: t. 985 (1826).
- Adnula petiolaris Raf., Fl. Tellur. 2: 87 (1837).
- Neottia adnaria Raf., Fl. Tellur. 2: 87 (1837).
- Pelexia stenorrhynchoides Griseb., Cat. Pl. Cub.: 269 (1866).
- Spiranthes stenorrhynchoides (Griseb.) León, Contr. Ocas. Mus. Hist. Nat. Colegio De Le Salle 8: 357 (1946).[2]